# Ted Sutherland
Ted Sutherland (Verenigde Staten, 16 maart 1997) is een Amerikaanse acteur. Hij is het meest bekend door zijn rol als Percy in de televisie The Walking Dead: World Beyond. Ook heeft Sutherland in het computerspel Red Dead Redemption 2 de motion capture van het personage Jack Marston verzorgd.

## Filmografie

### Film
- 2012: Alan Smithee, als jongen in rolstoel
- 2013: American Girl, als Josh
- 2013: Fading Gigolo, als Shmuel
- 2013: Dovid Meyer, als Dovid Meyer
- 2015: Damnation: The Flashback, als Willard Marra
- 2017: Miyubi, als Jordan
- 2021: Fear Street Part Two: 1978, als Nick Goode (jonge versie)
- 2021: Fear Street Part Three: 1666, als Nick Goode (jonge versie)

### Televisie
- 2011: Family Album, als Max Bronsky
- 2015: Eye Candy, als Jeremy
- 2015: Fan Girl, als scène jongen
- 2016: Law & Order: Special Victims Unit, als Zack Foster
- 2017: Madam Secretary, als Bryce
- 2017: The Deuce, als Alan
- 2018: Rise, als Simon Saunders
- 2019: Doom Patrol, als Elliot Patterson
- 2019: Law & Order: Special Victims Unit, als Ari Kaplan
- 2019: Instinct, als Justin
- 2019: FBI, als Sam Cutchin
- 2020-heden The Walking Dead: World Beyond, als Percy

### Computerspellen
- Red Dead Redemption 2, als Jack Marston